# Léon Dorez
Léon Dorez  (* 17. Juli 1864 in Villemaur-sur-Vanne; † 25. Januar 1922 in Paris) war ein französischer Bibliothekar, Romanist und Italianist.

## Leben und Werk
Dorez besuchte Schulen in Troyes und Paris (Lycée Louis-le-Grand). Er studierte von 1888 bis 1891 an der École nationale des chartes, war von 1891 bis 1893 an der École française de Rome und machte von 1893 bis 1921 eine Bibliothekarskarriere an der Bibliothèque nationale.
Dorez gab (mit Émile Chatelain) von 1894 bis 1921 die Revue des bibliothèques heraus und (mit Pierre de Nolhac) von 1898 bis 1908 die Reihe Bibliothèque littéraire de la Renaissance.

## Werke
- (Hrsg.) L’Ars minor de Donat. Paris 1890 (französisch)
- Antoine Éparque. Recherches sur le commerce des manuscrits grecs en Italie au XVIe siècle. In: Mélanges d’archéologie et d’histoire, 13, 1893
- (mit Louis Thuasne) Pic de La Mirandole en France (1485–1488). Paris 1897, Genf 1976
- (Übersetzer) Chronique d’Antonio Morosini. Extraits relatifs à l’histoire de France. 4 Bände. Paris 1898–1902
- (Hrsg.) Catalogue de la collection Dupuy. 3 Bände. Paris 1899–1928, Paris 2003
- (Hrsg. und Übersetzer) Itinéraire de Jérôme Maurand d’Antibes à Constantinople (1544). Paris 1901
- Les manuscrits à peintures de la bibliothèque de lord Leicester à Holkham Hall, Norfolk. Choix de miniatures et de reliures. Paris 1908
- Nouvelles recherches sur Michel-Ange et son entourage. Paris 1918
- La collection Alexandre Bixio à la Bibliothèque nationale. Paris 1918
- La Cour du pape Paul III. 2 Bände. Paris 1932 (Vorwort von Pierre de Nolhac)